# 비엠티 (기업)
비엠티(BMT)는 대한민국의 기업이다. 본사는 부산광역시 기장군 장안읍 신소재산단2로 17에 위치해 있다. 대표이사 윤종찬이다.

## 종속기업
(주)파워쿨														 

## 참고 문헌
1. ↑  박귀철, (주)비엠티 윤종찬 대표이사 “계장용·UHP 분야 ‘글로벌 빅3’ 목표”, 가스신문, 2023.12.28